# Willi Multhaup
Willi Multhaup (Essen, 19 de julho de 1903 – 18 de dezembro de 1982) foi um treinador de futebol alemão, que conquistou a Taça dos Clubes Vencedores de Taças de 1966 com o clube alemão Borussia Dortmund.

## Carreira
Multhaup venceu a Bundesliga de 1964–65 com o Werder Bremen. Ele ganhou a Taça dos Clubes Vencedores de Taças com o Borussia Dortmund no ano seguinte. Pouco depois, ele venceu a DFB-Pokal de 1967-68 com o Colônia.

## Vida pessoal
O filho de Multhaup, Hennes, é um jornalista esportivo que trabalha para a Axel Springer SE.
Multhaup era chamado de Willi "Fischken" Multhaup, porque ele tinha uma peixaria em Essen, sua cidade natal.